# Campionato europeo dei piccoli stati femminile di pallavolo 2002
Il campionato europeo dei piccoli stati femminile di pallavolo 2002 si è svolto dal 22 al 26 maggio 2002 a Lussemburgo, in Lussemburgo: al torneo hanno partecipato sei squadre nazionali europee di stati con meno di un milione di abitanti e la vittoria finale è andata per la prima volta a San Marino.

## Regolamento
Le squadre hanno disputato un'unica fase con formula del girone all'italiana.

## Squadre partecipanti
| Squadra       | Qualificazione      | Ultima partecipazione |
| ------------- | ------------------- | --------------------- |
| Cipro         | -                   | Malta 2000            |
| Islanda       | -                   | Malta 2000            |
| Liechtenstein | -                   | Malta 2000            |
| Lussemburgo   | Paese organizzatore | Malta 2000            |
| Malta         | -                   | Malta 2000            |
| San Marino    | -                   | Malta 2000            |

## Torneo

### Risultati
| 22 maggio 2002 ?, Lussemburgo Durata: 1h:36 - Spettatori: 50  | San Marino    | 3 - 0 | Islanda       | 29-27, 29-27, 25-11               |
| 22 maggio 2002 ?, Lussemburgo Durata: 1h:06 - Spettatori: 50  | Lussemburgo   | 3 - 0 | Liechtenstein | 29-27, 29-27, 25-11               |
| 22 maggio 2002 ?, Lussemburgo Durata: 1h:05 - Spettatori: 50  | Malta         | 0 - 3 | Cipro         | 14-25, 11-25, 13-25               |
| 23 maggio 2002 ?, Lussemburgo Durata: 1h:17 - Spettatori: 50  | Liechtenstein | 3 - 0 | Islanda       | 25-18, 25-23, 25-23               |
| 23 maggio 2002 ?, Lussemburgo Durata: 1h:29 - Spettatori: 75  | Lussemburgo   | 2 - 3 | Malta         | 27-25, 22-25, 20-25, 25-14, 14-16 |
| 23 maggio 2002 ?, Lussemburgo Durata: 1h:10 - Spettatori: 60  | Cipro         | 3 - 0 | San Marino    | 25-22, 25-21, 25-10               |
| 24 maggio 2002 ?, Lussemburgo Durata: 1h:34 - Spettatori: 50  | Malta         | 1 - 3 | Liechtenstein | 25-18, 19-25, 21-25, 13-25        |
| 24 maggio 2002 ?, Lussemburgo Durata: 1h:44 - Spettatori: 50  | Islanda       | 2 - 3 | Cipro         | 18-25, 25-23, 25-20, 17-25, 13-15 |
| 24 maggio 2002 ?, Lussemburgo Durata: 1h:08 - Spettatori: 110 | San Marino    | 3 - 0 | Lussemburgo   | 25-22, 25-23, 25-18               |
| 25 maggio 2002 ?, Lussemburgo Durata: 1h:40 - Spettatori: 50  | Liechtenstein | 1 - 3 | Cipro         | 28-26, 11-25, 28-30, 14-25        |
| 25 maggio 2002 ?, Lussemburgo Durata: 1h:35 - Spettatori: 50  | Malta         | 1 - 3 | San Marino    | 22-25, 25-20, 23-25, 22-25        |
| 25 maggio 2002 ?, Lussemburgo Durata: 1h:39 - Spettatori: 150 | Lussemburgo   | 1 - 3 | Islanda       | 20-25, 21-25, 25-21, 16-25        |
| 26 maggio 2002 ?, Lussemburgo Durata: 1h:31 - Spettatori: 40  | San Marino    | 3 - 1 | Liechtenstein | 25-18, 18-25, 25-21, 25-18        |
| 26 maggio 2002 ?, Lussemburgo Durata: 1h:41 - Spettatori: 140 | Cipro         | 1 - 3 | Lussemburgo   | 25-12, 22-25, 25-27, 20-25        |
| 26 maggio 2002 ?, Lussemburgo Durata: 1h:05 - Spettatori: 80  | Islanda       | 3 - 0 | Malta         | 25-14, 25-14, 25-13               |

### Classifica
| Pos | Squadra       | Pt | G | V | P | SV | SP | Ratio | PF  | PS  | Ratio |
| --- | ------------- | -- | - | - | - | -- | -- | ----- | --- | --- | ----- |
| 1   | San Marino    | 9  | 5 | 4 | 1 | 12 | 5  | 2.400 | 399 | 377 | 1.058 |
| 2   | Cipro         | 9  | 5 | 4 | 1 | 13 | 6  | 2.167 | 456 | 359 | 1.270 |
| 3   | Lussemburgo   | 9  | 5 | 2 | 3 | 9  | 10 | 0.900 | 417 | 422 | 0.988 |
| 4   | Islanda       | 7  | 5 | 2 | 3 | 8  | 10 | 0.800 | 398 | 389 | 1.023 |
| 5   | Liechtenstein | 7  | 5 | 2 | 3 | 8  | 10 | 0.800 | 385 | 416 | 0.925 |
| 6   | Malta         | 6  | 5 | 1 | 4 | 5  | 14 | 0.357 | 354 | 446 | 0.794 |

## Podio

### Campione
Formazione: 1 Lucia Benedettini, 2 Federica Cervellini, 3 Cinzia De Biagi, 4 Antonella Della Balda, 5 Micaela Fedele, 6 Federica Mazza, 7 Linda Menicucci, 8 Veronica Mini, 9 Anselma Morri, 10 Elisa Parenti, 11 Eleonora Rossi, 12 Silvia Santi, CT: -

### Secondo posto
Formazione: 1 Afroditi Faouta, 2 Paraskevoulla Iaonnidou, 3 Tsikkina Konstanti, 4 Eleni Michael, 5 Yiannoula Orphanou, 6 Anastasia Papagiorgi, 7 Oxana Pavlou, 8 Daniela Pelayia, 9 Alexia Rotsidou, 10 Panayiota Trifilli, 11 Sofia Tsangaridou, 12 Dorinela Yiallouri, CT: -

### Terzo posto
Formazione: 1 Veronique da Silva, 2 Patricia Gengler, 3 Patricia Huijnen, 4 Tania Karier, 5 Patricia Noesen, 6 Kirsten Ritter, 7 Jeanne Schmitz-Maller, 8 Jeanne Schneider, 9 Mirela Soptelea, 10 Monique Tarantini-Osweiler, 11 Coralie Watry, 12 Julie Zorn, CT: -

## Classifica finale
| Pos | Squadra       |
| --- | ------------- |
|     | San Marino    |
|     | Cipro         |
|     | Lussemburgo   |
| 4   | Islanda       |
| 5   | Liechtenstein |
| 6   | Malta         |